# Linggamukti (Sucinaraja)
Linggamukti is een bestuurslaag in het regentschap Garut van de provincie West-Java, Indonesië. Linggamukti telt 5337 inwoners (volkstelling 2010).